# Gstadt am Chiemsee
Gstadt am Chiemsee est une commune allemande de Bavière, située dans l'arrondissement de Rosenheim, dans le district de Haute-Bavière.

## Géographie
Gstadt est située sur la rive ouest du Chiemsee, face à l'île de l'abbaye des Bénédictines Fraueninsel.

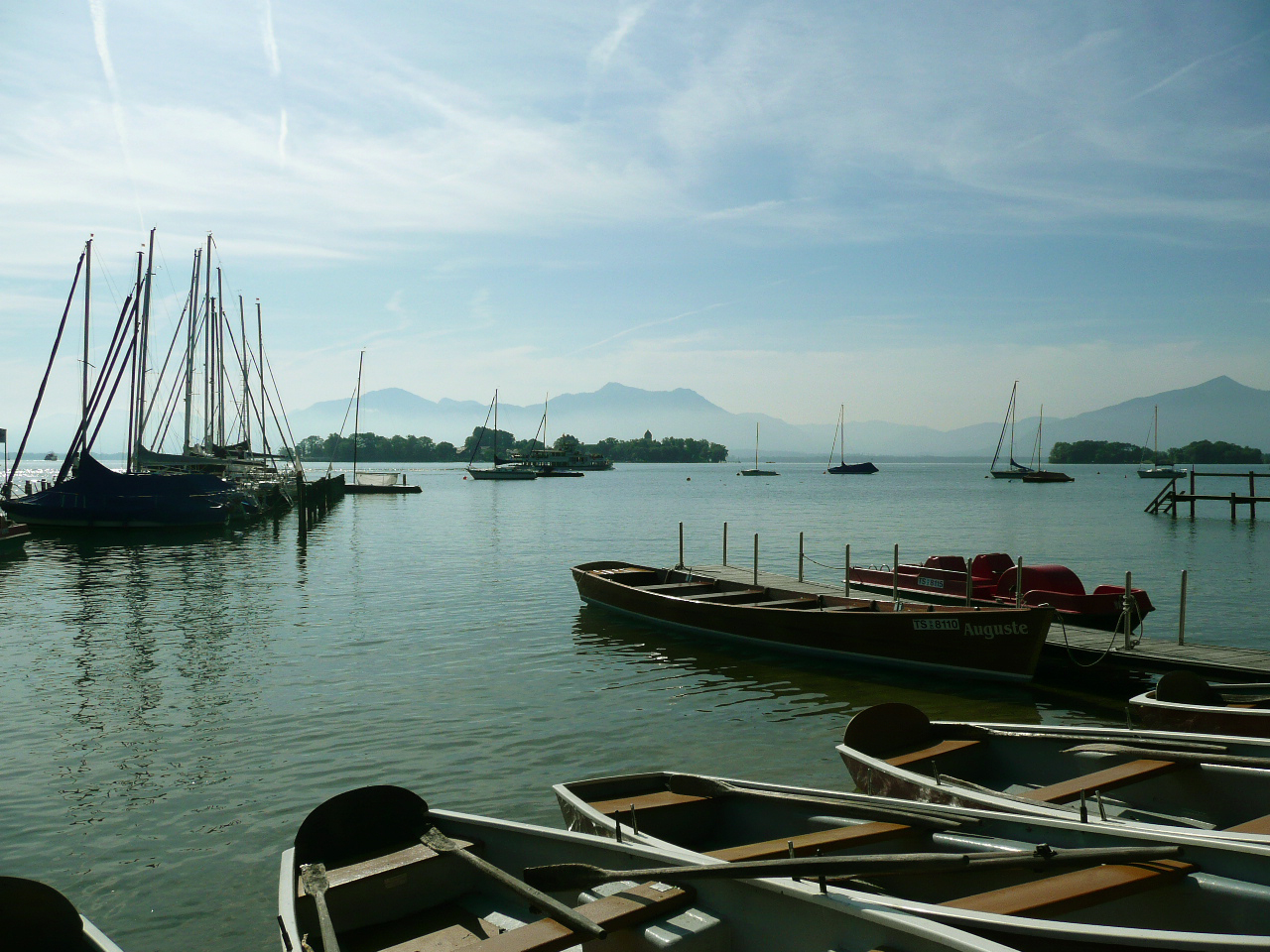
Le port de plaisance face à Fraueninsel.